# Malapterurus beninensis
Malapterurus beninensis är en fiskart som beskrevs av Murray, 1855. Malapterurus beninensis ingår i släktet Malapterurus och familjen Malapteruridae. IUCN kategoriserar arten globalt som livskraftig. Inga underarter finns listade i Catalogue of Life.